# L'affare Manderson
L'affare Manderson (Trent's Last Case) è un film del 1929 diretto da Howard Hawks e interpretato da Raymond Griffith, Marceline Day, Edgar Kennedy, Raymond Hatton, Donald Crisp e Lawrence Gray.
Girato muto, al film vennero aggiunti effetti sonori e musiche.
Di genere giallo, è un adattamento del romanzo La vedova del miliardario (Trent's Last Case) di Edmund Clerihew Bentley, pubblicato a Londra nel 1913. Il romanzo era già stato adattato per il cinema nel 1920 con Trent's Last Case di Richard Garrick; ne venne poi fatta un'ulteriore versione, questa volta sonora, nel 1952 con Ritorna il terzo uomo di Herbert Wilcox.

## Trama
Sigsbee Manderson, un eccentrico uomo d'affari, viene trovato morto in giardino, apparentemente assassinato. I sospettati sono la vedova Evelyn, il segretario, lo zio di Manderson, il maggiordomo e la domestica. L'ispettore Murch, incaricato delle indagini, brancola nel buio ed è il criminologo dilettante Philip Trent a risolvere l'arcano: Manderson si è suicidato, facendo in modo che la sua morte potesse sembrare opera del suo segretario, colpevole ai suoi occhi, di essere innamorato della moglie.

## Produzione
Il film fu prodotto dalla Fox Film Corporation con il titolo di lavorazione Murder Will Out.
Girato quando nel cinema era già in uso il sonoro, venne comunque girato muto perché la Fox temeva che la voce di Griffith non fosse abbastanza accattivante. Hawks di parere decisamente contrario si oppose, ma perse la partita e lasciò la Fox al termine delle riprese.
Al film furono aggiunti effetti sonori e la colonna sonora utilizzando il sistema monofonico Movietone.

## Distribuzione
Il copyright del film, richiesto dalla Fox Film Corp., fu registrato il 30 marzo 1929 con il numero LP256.
Distribuito dalla Fox Film Corporation e presentato da William Fox, il film uscì nelle sale cinematografiche statunitensi il 31 marzo 1929. Secondo molti, nonostante le date della prima visione, il film, in realtà, non fu mai distribuito negli Stati Uniti; nel Regno Unito, ne sarebbe stata distribuita la versione muta il 23 settembre 1929.
In Italia (dove gli venne dato anche il titolo Delitto o suicidio?) ottenne nel 1929 il visto di censura 25027.
Considerato perduto per circa quarant'anni è stato ritrovato negli archivi Fox negli anni settanta ed è stato usato per una retrospettiva su Hawks nel 1974, con suo grande dispetto, perché considerava questo film il suo lavoro peggiore.
La copia della pellicola (cinque rulli sui sei originali, della durata di 45 minuti) si trova conservata negli archivi di Washington della Library of Congress.